# Equilibrium
Equilibrium (з англ. «Рівновага, баланс») — німецький гурт, що грає в стилі симфо-блек-метал з елементами фолку.

## Історія

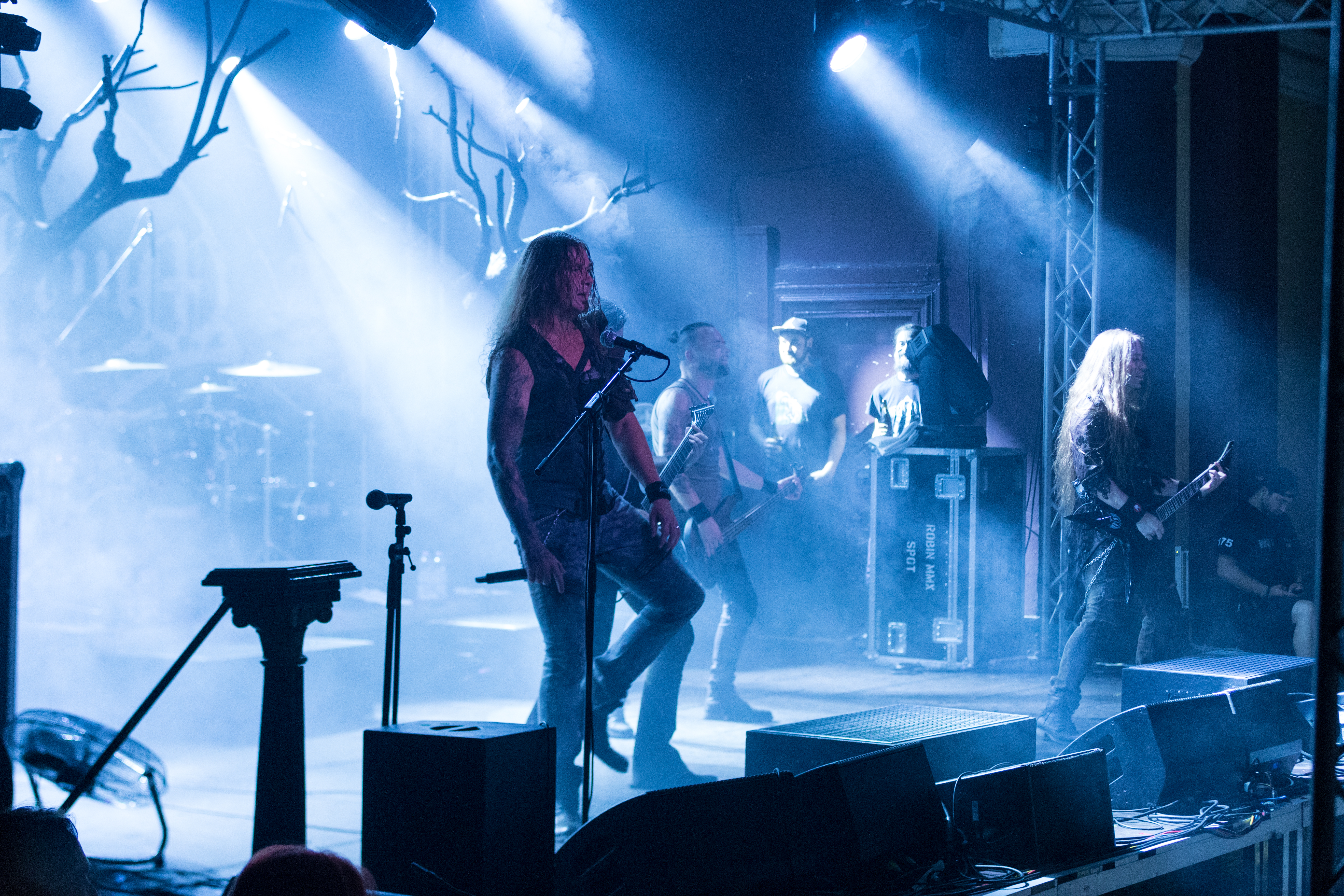
Виступ гурту на Wave Gotik Treffen, 2017 р.

Перший концерт гурту зіграний у 2001 році — з першого складу залишився тільки René, Sandra і Andi покинули гурт. Влітку 2003 року, коли гурт видав перший компакт-диск Demo 2003 («Демо 2003»). Планувалося як просте демо, але він вважається повноцінним альбомом.
Гурт відіграла перші великі виступи на the Summer Breeze 2004 і Wacken 2005 і видала альбом Turis Fratyr навесні 2005 року. Гурт підписав контракт з Nuclear Blast восени 2006 року і видала свій другий альбом Sagas («Саги») 27 червня 2008 року.
Взимку 2010 року новий альбом Rekreatur був записаний разом з новим вокалістом Robse.
Після випуску альбому в середині червня, Equilibrium починає свій європейський тур разом з гуртами Swashbuckle і Ensiferum.
В кінці березня 2014 р. колектив анонсує вихід нового альбому Erdentempel, через два дні гурт без пояснення причин залишають Andreas Volkl і Sandra Van Eldik. 20 травня 2014 року, було оголошено, що Dom R. Crey (гітарист Wolfchant і фронтмен Nothgard) приєднається до гурту в якості нового гітариста, замінивши Andi. 7 червня, через день після видання Erdentempel, стало відомо, що Jen Majura приєднується до гурту як бас-гітарист. У цьому складі колектив вирушає в тур Європою, за підтримки Trollfest і Nothgard.
2 листопада 2015 р. на сторінці гурту в Facebook з'явилася інформація, що Jen Majura покинула гурт.
22 серпня 2016 року п'ятий альбом гурту Armageddon був випущений на Nuclear Blast.
22 травня 2019 року гурт анонсував свій шостий альбом Renegades, який вийшов 23 серпня 2019 року на Nuclear Blast. Цей альбом був першим із новим басистом і чистим вокалістом Скаром (Skar Productions на YouTube).
13 серпня 2021 року Equilibrium випустили новий сингл під назвою «Revolution» і оголосили, що очікується, що вони випустять свій сьомий студійний альбом у 2022 році.
27 жовтня 2021 року гурт випустив сингл «XX» на честь свого 20-річчя. 3 жовтня 2022 року, посилаючись на втрату «симбіозу», Equilibrium оголосили про відхід Робса з посади вокаліста, побажавши йому успіхів у майбутньому.
18 жовтня 2022 року гурт відкрив публічне прослуховування для пошуку нового вокаліста.
7 липня 2023 року гурт випустив сингл «Shelter», у якому представив свого нового вокаліста Фабіана Гетто, обраного на прослуховуванні, яке вони відкрили місяцями раніше, описуючи його як «відсутню частину, яку вони шукали».

## Склад

### Поточний склад
- Fabian Getto — вокал (гроулінг) (з 2023 р.);
- Rene Berthiaume — гітара (з 2001 р.), клавішні (з 2006 року), чистий вокал (з 2014 року);
- Tuval («Hati») Refaeli — ударні (з 2010 р.);
- Dom R. Crey — гітара (з 2014 р.);
- Makki Solvalt — бас-гітара (з 2016 р.);
- Skadi Rosehurst — клавішні (з 2019 р.).

### Колишні учасники
- Robse Dahn — вокал (гроулінг) (2010—2022 р.);
- Jen Majura — бас-гітара (2014—2015 р.);
- Andreas Volkl — гітара (2001—2014 р.);
- Sandra Van Eldik − бас-гітара (2001—2014 р.);
- Helge Stang — вокал (2001—2010 р.);
- Manuel DiCamillo — ударні (2006 року — 2010 р.);
- Armin Dörfler − клавішні (2005—2006 р.);
- Markus Perschke — ударні (2005—2006 р.);
- Julius Koblitzek − ударні (2003—2005 р.);
- Basti Kriegl — ударні (2005 р.);
- Henning Stein − ударні (2001—2003 р.);
- Conny Kaiser − клавішні (2002—2003 р.)
- Michael Heidenreich − клавішні (2002 та 2002 р.).

## Дискографія
Демо
- Demo 2003 (2003)

Студійні альбоми
- Turis Fratyr (2005)
- Sagas (2008)
- Rekreatur (2010[3])
- Erdentempel (2014[4])
- Armageddon (2016)
- Renegades (2019)

Міні-альбоми
- Waldschrein (2013)

### Сингли
- «Die Affeninsel» (2010)
- «Karawane» (2014)